# Crni Potok (Podcrkavlje)
Crni Potok es una localidad de Croacia en el ejido del municipio de Podcrkavlje, condado de Brod-Posavina.

## Geografía
Se encuentra a una altitud de 230 msnm a 204 km de la capital nacional, Zagreb.

## Demografía
Para la fecha del censo 2011 la localidad se encontraba deshabitada.
| Gráfica de población de Crni Potok 1857-2011                        |
|                                                                     |
| Según los censos de población de la oficina estadística de Croacia. |